# Anoplophora elegans
Espèce
Taxons de rang inférieur
- Anoplophora (Cyriocrates) elegans albonotata
- Anoplophora (Cyriocrates) elegans macrospila
- Anoplophora (Cyriocrates) elegans superba

Synonymes
- Anoplophora (cyriocrates) elegans
- Cyriocrates elegans Gahan, 1888
- Melanauster macrospilus
- Melanauster superbus

Anoplophora elegans est une espèce d'insectes coléoptères de la famille des Cerambycidae. Elle est trouvée en Chine, Laos, Myanmar, Thaïlande et Vietnam.